# ジュリアン・ロイド・ウェバー
ジュリアン・ロイド・ウェバー（Julian Lloyd Webber、OBE、1951年4月14日 - ）は、イギリスのチェロ奏者。

## 経歴
父ウィリアム・ロイド・ウェバー、兄アンドルー・ロイド・ウェバーは作曲家として知られる。父の作品も含めて、イギリスや北欧の作曲家によるチェロ・ソナタやチェロ協奏曲、チェロのための小品を得意としている。兄とともにポップスのアルバムを制作したこともある。2004年、スマトラ島沖地震の際には、支援のためのチャリティ・コンサートにも出演した。
2014年4月28日、椎間板ヘルニアによる右腕機能低下のため、チェロ奏者からの引退を発表した。